# 波莱特税
波莱特税（Paulette，法語發音：[polɛt]）是法国旧制度时期法国国王向各级官员征收的一种税，又译作官职税、博莱特税、波莱税，以提议者金融家夏尔·波莱（Charles Paulet）命名。年税（droit annuel）是它更常用的名字。它于1604年12月12日由法王亨利四世的大臣叙利公爵马克西米利安·德·贝蒂纳首次设立，曾在法国王室的收入中占据重要的地位。
波莱特税是对各种政府和司法职位的持有人征收的税，支付给王室。最初，波特莱税设定为每年缴纳所任职位价值的六十分之一，缴纳波莱特税给予公职人员按照自己的意愿转让其职位的权利。
自中世纪晚期以来，司法职位的转让一直是法国的普遍做法。到16世纪初，这种做法已经扩展到国家行政机构的几乎所有级别（如高等法院中的席位），并在国家财政中发挥了重要作用。按照惯例，一名官员可以在获得王室许可的情况下将他的职位转移给他的继任者，以换取一笔金钱。不过，接受职位转让的人员必须满足担任该职位所需的最低资格，否则该职位将回到王位。在1521年之前，转让协议生效的日期可以留空。1534年，“四十天规则”（源自教会惯例）被制定，即：如果前任官员在转让职位后四十天内死亡，则继承人的权利无效，在这种情况下，职位将归还国家。然而，一项新的名为“愉快继任”（survivance jouissante）的费用可以让它们不受四十天规则的影响。波莱特税则采用另一种方式，通过每年交税来规避“四十天规则”。
波莱特税为王室提供了稳定的收入来源，同时巩固了政府官员的世袭。法国的司法行政权掌握在一个新的、越来越强大的世袭地方官员阶层手中，这个阶层后来被称为“穿袍贵族”（noblesse de robe ），与传统的“佩剑贵族”（the noblesse d'épée，其地位源自封建兵役）。
波特莱税在法国大革命后被废除。
虽然波特莱税为王室提供了收入，但政府官员的薪水则对王室财政造成了压力，并迫使王室对下层阶级征收重税。在路易十四统治期间，他的财政部长让·巴普蒂斯特·柯尔贝尔增加了官职的创建和出售，以在不征收新税的情况下筹集资金。